# Thad Cochran
Thad Cochran (Pontotoc, 1937. december 7. – Oxford, 2019. május 30.) amerikai politikus, Mississippi államának szenátora.